# Ivory Joe Hunter
Ivory Joe Hunter (* 10. Oktober 1914 in Kirbyville, Texas; † 8. November 1974 in Memphis, Tennessee) war ein US-amerikanischer R&B-Sänger, Pianist und Songschreiber, nicht zu verwechseln mit dem Motown-Produzenten und Songschreiber Ivy Jo Hunter. Hunter war bekannt als „the Baron of the Boogie“ („der Baron des Boogie“), aber auch als „the Happiest Man Alive“ („der glücklichste lebende Mensch“). Sein bekanntester Hit war 1956 Since I Met You, Baby. Es wird geschätzt, dass er über 7000 Songs geschrieben hat.

## Biografie
Ivory Joe, so sein Taufname, wurde in eine musikalische Familie hineingeboren. Sein Vater spielte Gitarre, seine Mutter war Gospel-Sängerin. Bereits jung zeigte sich Hunters Talent am Klavier. Alan Lomax nahm ihn 1933 für die Library of Congress auf.
Anfang der 1940er hatte Hunter eine eigene Radiosendung in Beaumont (Texas). 1942 zog er nach Los Angeles, wo er mit Johnny Moore’s Three Blazers musizierte. Mit ihnen nahm er seinen ersten Hit auf, Blues at Sunrise, den er auf seinem eigenen Label Ivory Records herausbrachte.
Später in den 1940ern gründete Hunter das Label Pacific Records. Zahlreiche Aufnahmen dieser Phase wurden von Four Star Records in Hollywood lizenziert und erneut auf diesem Label veröffentlicht. 1948 hatte er mit Pretty Mama Blues seine ersten Nummer 1 in den Race Records (ab 1949 R&B) Charts. Weitere Hits folgten; 1950 eroberte I Almost Lost My Mind, auf MGM Records veröffentlicht, die Spitzenposition der R&B-Charts. 1956 erschien sein größter Hit, Since I Met You Baby bei Atlantic Records, der Platz zwölf der Billboard Hot 100 Pop-Charts erreichte.
Ende der 1950er-Jahre begann der Erfolg nachzulassen. In den späten 1960er Jahren hatte Hunter ein Comeback als Country-Sänger. Er trat unter anderem auf dem Monterey Jazz Festival auf.
Ivory Joe Hunter starb 1974 an Lungenkrebs.

## Nachwirkung
Etliche Stücke Hunters wurden von anderen Künstlern neu eingespielt. Pat Boone hatte 1956 mit I Almost Lost My Mind einen Nummer-eins-Hit. Sonny James kam 1970 mit Since I Met You, Baby auf Platz 1 der Country-Charts und leitete damit Hunters Comeback ein. Elvis Presley hatte zwei Top-20-Hits mit Hunter-Songs: My Wish Came True und Ain’t That Loving You, Baby.